# Royalty
„Royalty” – singel amerykańskiego rapera i piosenkarza XXXTentacion z udziałem brytyjskiej raperki Stefflon Don oraz jamajskich muzyków Ky-Mani Marley i Vybz Kartel. Producentem utworu jest JonFX, został on wydany 19 lipca 2019 roku jako główny singel z czwartego i ostatniego studyjnego albumu XXXTentaciona, Bad Vibes Forever.

## Tło
Około pięć miesięcy przed śmiercią XXXTentaciona zamieścił on na swojej relacji w serwisie Instagram informację, że będzie współpracował nad piosenką z Vybzem Kartelem. Po śmierci X'a jego matka, Cleopatra Bernard, ogłosiła na Instagramie, że 19 lipca 2019 roku ukaże się piosenka „Royalty” z dodatkowymi wokalami Ki-Mani Marley i Stefflon Don. Pierwotnie Los Angeles Times informował, że singel znajdzie się na nadchodzącej luksusowej wersji drugiego albumu X'a, „?”, ale zamiast tego został wydany na jego czwartym albumie studyjnym, Bad Vibes Forever.

## Notowania na listach sprzedaży
| Lista (2019)                                       | Pozycja |
| -------------------------------------------------- | ------- |
| USA (Billboard Bubbling Under R&B/Hip-Hop Singles) | 10      |
| Nowa Zelandia (RMNZ)                               | 8       |